# Trattöra
Trattöra (Thelephora caryophyllea) är en svampart som först beskrevs av Jakob Christan Schaeffer, och fick sitt nu gällande namn av Christiaan Hendrik Persoon 1801. Trattöra ingår i släktet vårtöron och familjen Thelephoraceae.  Arten är reproducerande i Sverige. Inga underarter finns listade i Catalogue of Life.

## Källor

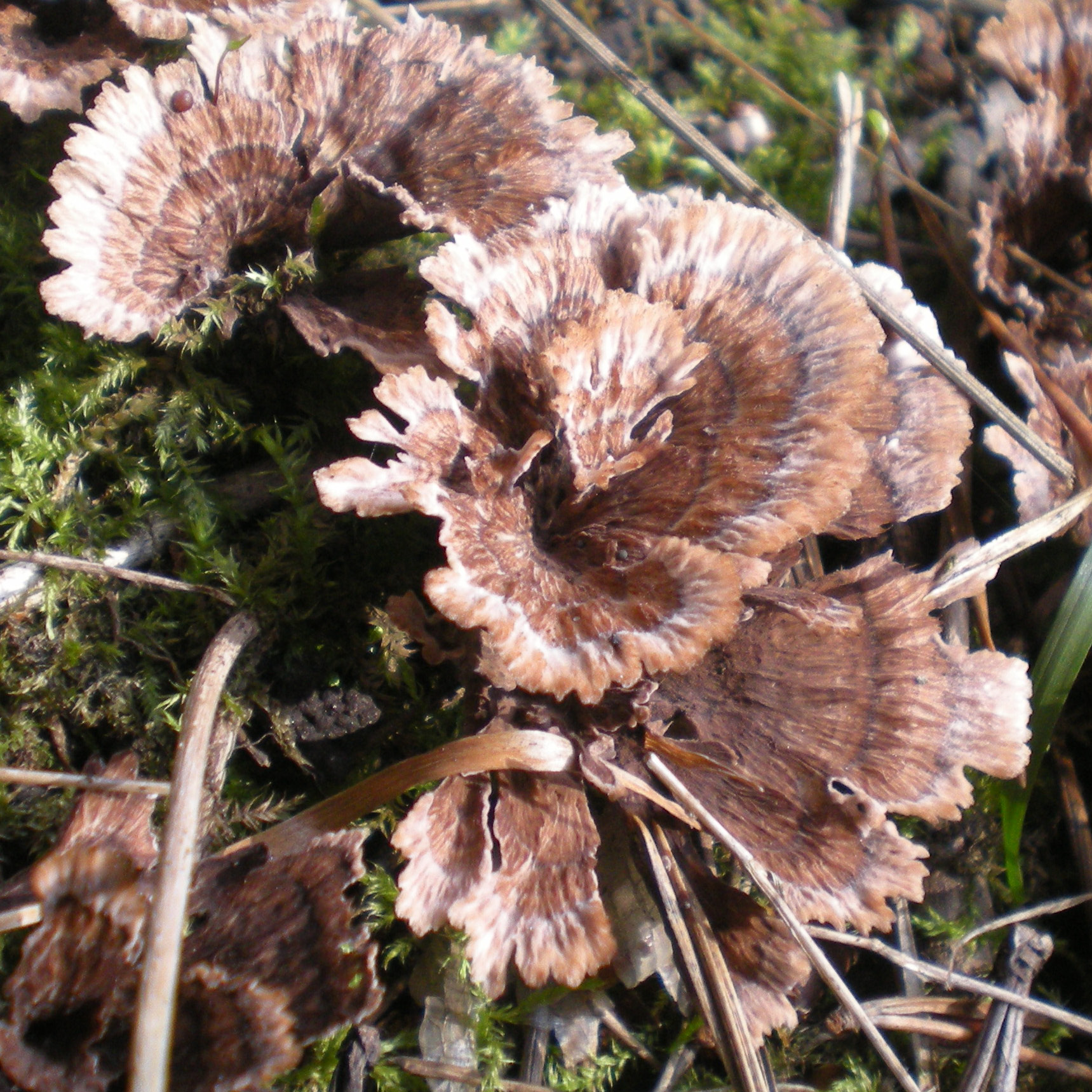
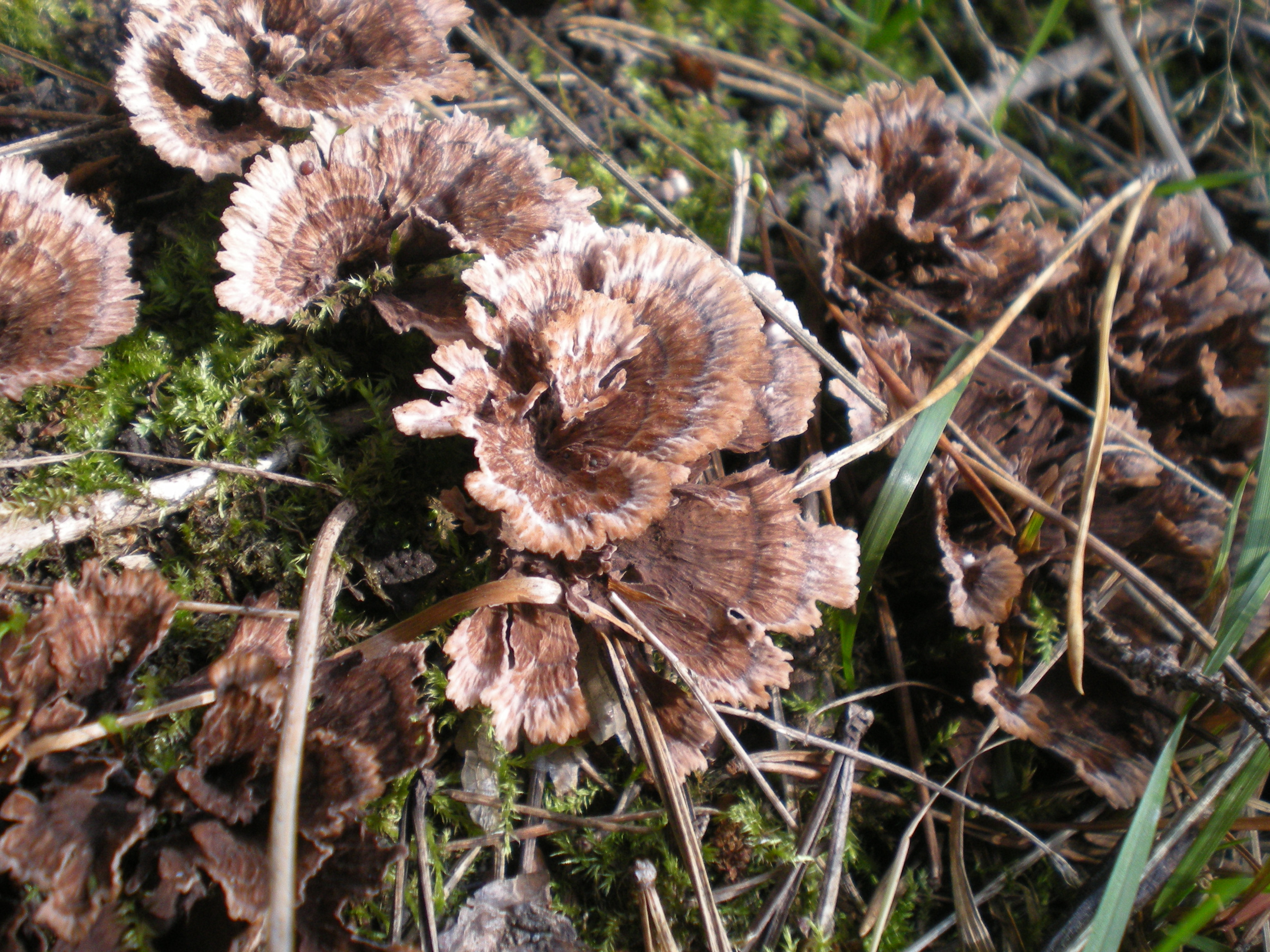
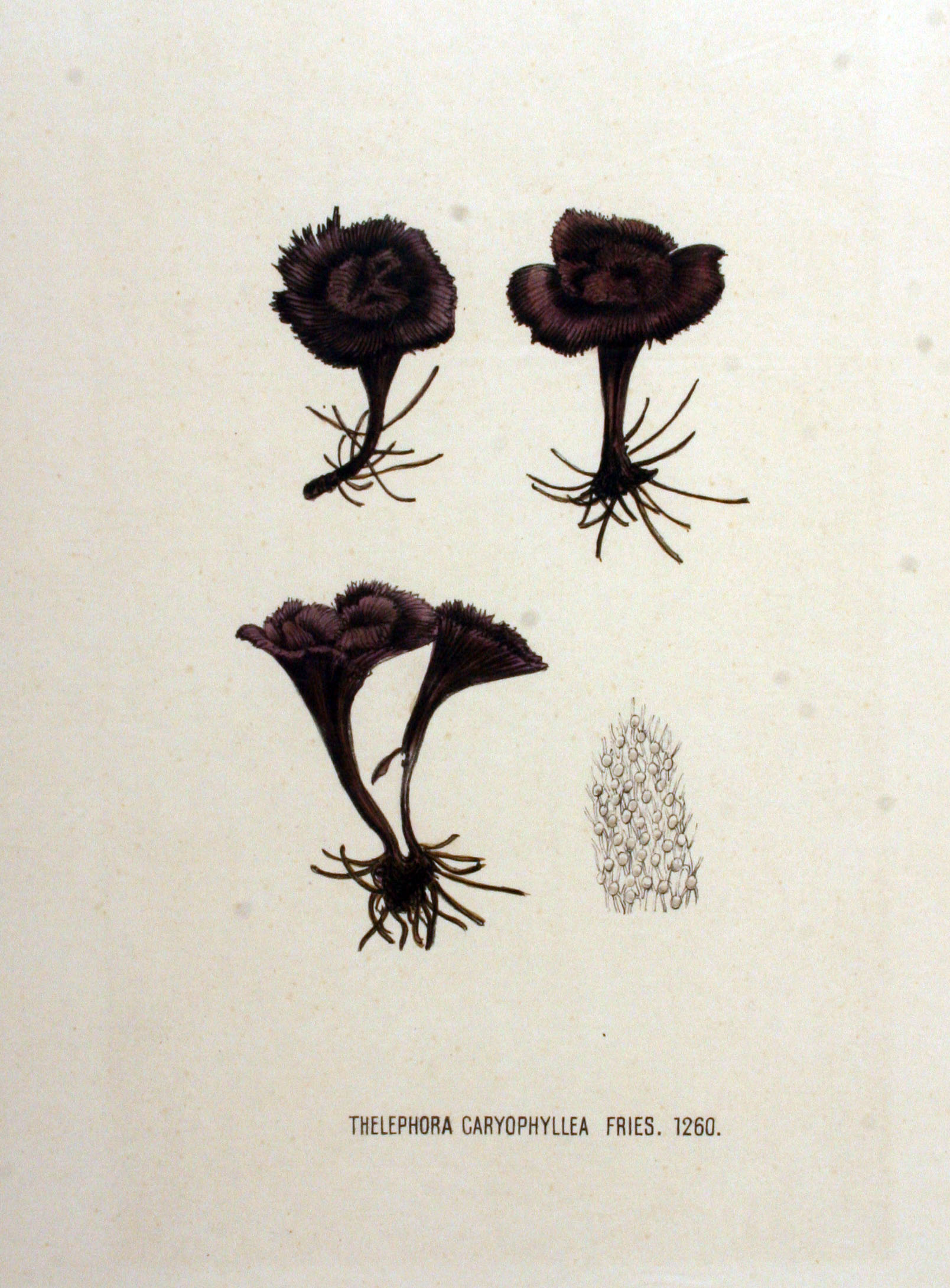